# Szwajcaria na Zimowych Igrzyskach Olimpijskich 1994
Reprezentacja Szwajcarii na Zimowych Igrzyskach Olimpijskich 1994 liczyła 59 zawodników - 41 mężczyzn i 18 kobiet, którzy wystąpili w dziesięciu dyscyplinach sportowych. Reprezentanci tego kraju zdobyli łącznie dziewięć medali - trzy złote, cztery srebrne i dwa brązowe.
Najmłodszym szwajcarskim zawodnikiem podczas ZIO 1994 była Nathalie Krieg (16 lat i 126 dni), a najstarszym - Daniel Hediger (35 lat i 133 dni).

## Medaliści
| Medal  | Zawodnicy                                              | Dyscyplina            | Konkurencja                 |
| ------ | ------------------------------------------------------ | --------------------- | --------------------------- |
| Złoto  | Vreni Schneider                                        | Narciarstwo alpejskie | Slalom kobiet               |
| Złoto  | Gustav Weder Donat Acklin                              | Bobsleje              | Dwójki mężczyzn             |
| Złoto  | Andreas Schönbächler                                   | Narciarstwo dowolne   | Skoki akrobatyczne mężczyzn |
| Srebro | Urs Kälin                                              | Narciarstwo alpejskie | Gigant mężczyzn             |
| Srebro | Vreni Schneider                                        | Narciarstwo alpejskie | Kombinacja kobiet           |
| Srebro | Reto Götschi Guido Acklin                              | Bobsleje              | Dwójki mężczyzn             |
| Srebro | Gustav Weder Donat Acklin Kurt Meier Domenico Semeraro | Bobsleje              | Czwórki mężczyzn            |
| Brąz   | Vreni Schneider                                        | Narciarstwo alpejskie | Gigant kobiet               |
| Brąz   | Jean-Yves Cuendet Hippolyt Kempf Andreas Schaad        | Kombinacja norweska   | Drużynowo                   |

## Wyniki reprezentantów Szwajcarii

### Biathlon
Mężczyźni
- Jean-Marc Chabloz

sprint - 60. miejsce
bieg indywidualny - 45. miejsce
- Daniel Hediger

sprint - 63. miejsce
- Hanspeter Knobel

bieg indywidualny - 33. miejsce

### Bobsleje
Mężczyźni
- Gustav Weder, Donat Acklin

Dwójki - 
- Reto Götschi, Guido Acklin

Dwójki - 
- Gustav Weder, Donat Acklin, Kurt Meier, Domenico Semeraro

Czwórki - 
- Christian Meili, René Schmidheiny, Gerold Löffler, Christian Reich

Czwórki - 7. miejsce

### Biegi narciarskie
Mężczyźni
- Wilhelm Aschwanden

10 km stylem klasycznym - 60. miejsce
Bieg łączony - 56. miejsce
- Jürg Capol

30 km stylem dowolnym - 49. miejsce
50 km stylem klasycznym - 44. miejsce
- Hans Diethelm

10 km stylem klasycznym - 46. miejsce
Bieg łączony - 30. miejsce
50 km stylem klasycznym - 41. miejsce
- Giachem Guidon

10 km stylem klasycznym - 48. miejsce
30 km stylem dowolnym - 46. miejsce
50 km stylem klasycznym - DNF
- Jeremias Wigger

10 km stylem klasycznym - 21. miejsce
Bieg łączony - 13. miejsce
50 km stylem klasycznym - 16. miejsce
- Jeremias Wigger
Hans Diethelm
Jürg Capol
Giachem Guidon

sztafeta - 7. miejsce
Kobiety
- Brigitte Albrecht-Loretan

15 km stylem dowolnym - 10. miejsce
30 km stylem klasycznym - 37. miejsce
- Jasmin Baumann

5 km stylem klasycznym - 60. miejsce
Bieg łączony - 51. miejsce
- Silke Braun-Schwager

5 km stylem klasycznym - 42. miejsce
Bieg łączony - 39. miejsce
30 km stylem klasycznym - 33. miejsce
- Sylvia Honegger

5 km stylem klasycznym - 20. miejsce
Bieg łączony - 11. miejsce
15 km stylem dowolnym - 21. miejsce
30 km stylem klasycznym - 19. miejsce
- Barbara Mettler

5 km stylem klasycznym - 37. miejsce
Bieg łączony - 23. miejsce
15 km stylem dowolnym - 30. miejsce
30 km stylem klasycznym - 41. miejsce
- Sylvia Honegger
Silke Braun-Schwager
Barbara Mettler
Brigitte Albrecht-Loretan

sztafeta - 5. miejsce

### Kombinacja norweska
Mężczyźni
- Jean-Yves Cuendet

Gundersen - 7. miejsce
- Hippolyt Kempf

Gundersen - 6. miejsce
- Andreas Schaad

Gundersen - 15. miejsce
- Markus Wüst

Gundersen - 46. miejsce
- Jean-Yves Cuendet
Andreas Schaad
Hippolyt Kempf

Drużynowo - 

### Łyżwiarstwo figurowe
Kobiety
- Nathalie Krieg

solistki - 16. miejsce

### Łyżwiarstwo szybkie
Mężczyźni
- Martin Feigenwinter

5000 m - 28. miejsce

### Narciarstwo alpejskie
Mężczyźni
- Paul Accola

supergigant - 14. miejsce
gigant - 19. miejsce
slalom - 17. miejsce
kombinacja - 6. miejsce
- William Besse

zjazd - 16. miejsce
supergigant - DNF
- Franco Cavegn

zjazd - 23. miejsce
- Michael von Grünigen

gigant - DNF
slalom - 15. miejsce
- Marco Hangl

gigant - 10. miejsce
- Franz Heinzer

zjazd - DNF
- Urs Kälin

gigant - 
- Steve Locher

gigant - DNF
kombinacja - 12. miejsce
- Daniel Mahrer

zjazd - 14. miejsce
supergigant - DNF
- Patrick Staub

slalom - 9. miejsce
- Marcel Sulliger

kombinacja - 17. miejsce
- Andrea Zinsli

slalom - 11. miejsce
Kobiety
- Martina Accola

slalom - 17. miejsce
- Chantal Bournissen

supergigant - DNF
- Christine von Grünigen

slalom - 6. miejsce
- Corinne Rey-Bellet

gigant - DNF
- Karin Roten

gigant - 16. miejsce
- Vreni Schneider

zjazd - 33. miejsce
gigant - 
slalom - 
kombinacja - 
- Heidi Zeller-Bähler

zjazd - 28. miejsce
supergigant - 16. miejsce
gigant - 9. miejsce
- Gabriela Zingre

slalom - 5. miejsce
- Heidi Zurbriggen

zjazd - 22. miejsce
supergigant - DNF

### Narciarstwo dowolne
Mężczyźni
- Jürg Biner

jazda po muldach - 17. miejsce
- Herbert Kolly

skoki akrobatyczne - 22. miejsce
- Sonny Schönbächler

skoki akrobatyczne - 
Kobiety
- Colette Brand

skoki akrobatyczne - 15. miejsce
- Maja Schmid

skoki akrobatyczne - 4. miejsce
- Sandrine Vaucher

jazda po muldach - 18. miejsce

### Saneczkarstwo
Mężczyźni
- Reto Gilly

jedynki - 29. miejsce

### Skoki narciarskie
Mężczyźni
- Sylvain Freiholz

Skocznia normalna - 25. miejsce
Skocznia duża - 36. miejsce
- Martin Trunz

Skocznia normalna - 40. miejsce
Skocznia duża - 51. miejsce